# St. Vincent (Rebsorte)
St. Vincent ist eine im Jahr 1973 entdeckte Rotweinsorte. Sie ist vermutlich eine spontane Kreuzung zwischen Spätburgunder und der Rebsorte Chambourcin. Scott Toedesbusch, der einen Weinberg des Eigners Lucian Dressel bewirtschaftete, entdeckte den Rebstock in Augusta im Bundesstaat Missouri. Im engeren Umfeld der Fundstelle wuchsen ausschließlich Rebstöcke der vermuteten Elternteile. Toedesbusch sandte einige Setzlinge an den bekannten Händler Philip Wagner, der sich um die kommerzielle Verbreitung der Sorte verdient machte. Im Jahr 2006 wurde die Rebsorte in das amerikanische Sortenregister aufgenommen. Benannt ist die Sorte nach dem Schutzpatron der französischen Winzer, Vinzenz von Valencia.
Die Rebsorte wird als Keltertraube verwendet, wobei ihr der vergleichsweise hohe Anteil an Säure zugutekommt. Die hellroten Weine erinnern an einen jungen Chiantiwein und sind recht fruchtig. Der Anteil der Tannine im Rotwein ist vergleichsweise gering. Durch die ausgeprägte Säure, die in schlechten Weinlagen problematisch hoch sein kann, eignet sich die Traube auch zur Herstellung von Schaumwein. Kleinere Bestände sind in Indiana (→ Weinbau in Indiana), Ohio (→ Weinbau in Ohio), West Virginia (→ Weinbau in West Virginia ), Iowa (→ Weinbau in Iowa), Missouri (→ Weinbau in Missouri) und North Carolina (→ Weinbau in North Carolina) bekannt und findet Eingang in den Weinen der Herkunftsbezeichnungen Augusta AVA, Ozark Mountain AVA, Ozark Highlands AVA und Hermann AVA.
Siehe auch die Artikel Weinbau in den Vereinigten Staaten.
Abstammung: vermutlich Spätburgunder x Chambourcin.

## Ampelographische Sortenmerkmale
- Die kegelförmige Traube ist mittelgroß (das Gewicht der ca. 15 cm langen Traube liegt im Mittel bei 200 gr) und lockerbeerig. Die Beeren sind groß und von bläulicher-schwarzer Farbe.

Die Rebsorte reift ca. 2 Wochen nach dem Gutedel und ist somit innerhalb der roten Rebsorten mittelspät reifend, so dass sie nicht mehr in kühlen Lagen ausreifen kann. Eine mäßige Resistenz hat die Sorte gegen den Echten Mehltau und den Falschen Mehltau. Gleiches gilt für den Befall der Schwarzfäule der Rebe sowie der Grauschimmelfäule. Die Sorte verfügt über eine mittelgute Winterhärte.